# Lasiommata menava
Lasiommata menava là một loài satyrine loài bướm được tìm thấy ở Ấn Độ.